# АЭС Руппур
АЭС «Руппур» — строящаяся атомная электростанция (АЭС) в республике Бангладеш. Выбранная площадка для строительства станции располагается на восточном берегу реки Падма, в 160 км от столицы Бангладеш города Дакка.
АЭС «Руппур» проектируется и строится по российскому проекту, включающему в себя строительство и ввод в эксплуатацию двух энергоблоков с реакторами типа ВВЭР-1200 электрической мощностью по 1200 МВт каждый, жизненный цикл которых составляет 60 лет, с возможностью продления ещё на 20 лет.

## Строительство
Межправительственное соглашение между Россией и Бангладеш о строительстве АЭС «Руппур» было заключено в ноябре 2011 года. Генеральный контракт на строительство первой бангладешской АЭС был подписан 23 декабря 2015 года в ходе визита в Бангладеш генерального директора «Росатома» Сергея Кириенко.
Стоимость проекта, по сообщениям бангладешских СМИ, составит до 13 миллиардов долларов. Россия предоставляет государственный экспортный кредит в размере до 11,38 миллиарда долларов, который будет использован бангладешской стороной в 2017—2024 годах. В 2017 году на строительство станции Россия выделила Бангладеш кредит на сумму 500 миллионов долларов; предполагается, что в дальнейшем Бангладеш будет предоставлен второй заём для продолжения строительства.
Осенью 2013 года был заложен первый камень в основание будущей электростанции.
30 ноября 2017 года в присутствии премьер-министра Бангладеш и генерального директора Госкорпорации «Росатом» состоялась торжественная церемония первой заливки бетона в фундамент энергоблока № 1; бетонирование фундаментной плиты машинного зала блока № 1 было завершено 30 января 2019 года.
14 июля 2018 года в присутствии премьер-министра Бангладеш состоялась торжественная церемония первой заливки бетона в фундамент энергоблока № 2.
В октябре 2022 года китайскому изданию Polaris Electric News Network стало известно о том, что запуск обоих блоков откладывается на несколько месяцев. Таким образом 1-й блок планируется ввести в эксплуатацию в феврале (июне) 2024 года (ранее по плану запуск предполагался в 2023 году), а 2-й — в конце 2024 года.
По сообщению официального чиновника Бангладеш, Россия получит оплату за электростанцию в китайских юанях. Изначально Россия хотела получать оплату в рублях, но так как у бангладешской стороны не было технической возможности проводить такую оплату, стороны договорились использовать китайскую валюту.
18 декабря 2024 года на первом блоке были завершены строительно-монтажные работы.

## Происшествия
Осенью 2021 года появилось видео, на котором бенгальцы, работающие на строительстве АЭС, напали на российских специалистов, предположительно из-за того, что компания задерживала зарплату. При столкновении пострадали трое россиян.
На начало 2022 года на предприятии российских работников было около 3,5 тысячи человек, бенгальцев — чуть больше 20 тысяч.
В начале 2022 году на строительстве за 11 дней умерли пять сотрудников из России. Сотрудник из России объяснил трагедии тем, что во время ограничений по ковиду командированные работники много выпивали, а некоторые даже употребляли некие таблетки. Собеседник не исключил общую антисанитарию в стране и некачественный алкоголь, а также согласился с выводами местной полиции, которая установила факт употребления наркотиков одного из погибших.

## Энергоблоки
| Энергоблок | Тип реакторов | Мощность | Мощность | Начало строительства | Подключение к сети | Ввод в эксплуатацию | Закрытие |
| Энергоблок | Тип реакторов | Чистый   | Брутто   | Начало строительства | Подключение к сети | Ввод в эксплуатацию | Закрытие |
| ---------- | ------------- | -------- | -------- | -------------------- | ------------------ | ------------------- | -------- |
| Руппур-1   | ВВЭР-1200/523 | 1080 МВт | 1200 МВт | 30.11.2017           |                    | не ранее 2026       |          |
| Руппур-2   | ВВЭР-1200/523 | 1080 МВт | 1200 МВт | 14.07.2018           |                    | не ранее 2027       |          |